# Berg en Dal (commune)
Ne doit pas être confondu avec Berg en Dal (village).
Berg en Dal est une commune néerlandaise située dans le sud-est de la province de Gueldre. Elle est formée le 1er janvier 2015 par la fusion de trois communes : Groesbeek, Millingen aan de Rijn et Ubbergen. Comprenant quatorze villages, elle couvre 93,28 km2 dont 6,97 km2 d'eau, avec une population totale de 34 798 habitants selon les données de 2019.

## Histoire

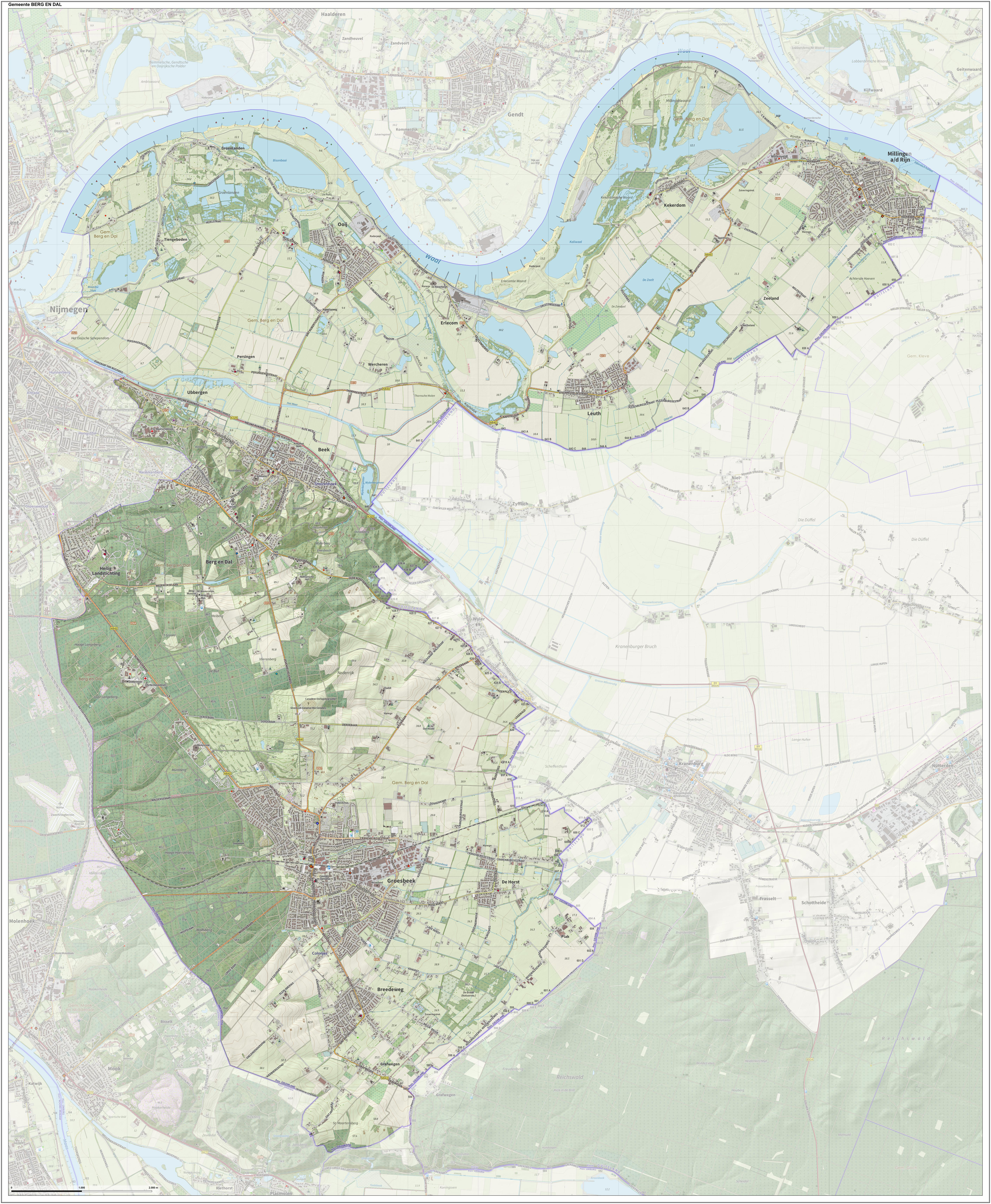
Carte topographique de la commune de Berg en Dal au 1er janvier 2016.

La fusion de Groesbeek, Millingen aan de Rijn et Ubbergen est décidée en décembre 2012 par les trois conseils municipaux. Le village de Groesbeek est choisi pour accueillir le nouvel hôtel de ville.
L'élection pour le premier conseil municipal de la nouvelle commune est tenue le 19 novembre 2014 et le même jour, la population choisit par référendum le nom Berg en Dal pour la nouvelle commune. La fusion entre en vigueur le 1er janvier 2015. Pour des raisons pratiques, du 1er janvier 2015 au 31 décembre 2015, la commune porte le nom provisoire de Groesbeek, succédant de droit à l'ancienne commune de Groesbeek. Depuis le 1er janvier 2016, elle porte le nom choisi par référendum.

## Géographie

### Localités
La commune est composée des villages de Berg en Dal, Beek, Breedeweg, Erlecom, Groenlanden, Groesbeek, Heilig Landstichting, De Horst, Kekerdom, Leuth, Millingen aan de Rijn, Ooij, Persingen et Ubbergen, ainsi que des hameaux de Dukenburg, Grafwegen, Haukes, Plak, Tiengeboden, De Vlietberg, Wercheren et Zeeland.

### Situation
La commune de Berg en Dal est bordée par la frontière entre l'Allemagne et les Pays-Bas au sud-est et par le Waal au nord.
| Nimègue           | Lingewaard  | Rijnwaarden            |
| Heumen            | Berg en Dal | Clèves (Allemagne)     |
| Mook en Middelaar | Gennep      | Kranenburg (Allemagne) |

## Politique et administration

### Administration municipale
Le nombre de conseillers municipaux est de 23.

### Liste des bourgmestres
Depuis la création de la commune, les personnalités suivantes se succèdent en tant que bourgmestre :
- 1er janvier 2015 : H.W.C.G. Keereweer, bourgmestre intérimaire de la nouvelle commune de Groesbeek.
- 16 septembre 2015 : Mark Slinkman, bourgmestre de la nouvelle commune de Groesbeek, puis 1er janvier 2016, bourgmestre de la commune renommée en Berg en Dal.